# Centaurea
Centaurea L. è un genere di piante angiosperme dicotiledoni appartenenti alla famiglia delle Compositae o Asteraceae, che comprende oltre 700 specie di piante annuali, biennali o perenni. Centaurea è anche l'unico genere del gruppo tassonomico informale Centaurea Group.

## Etimologia
Secondo la leggenda dell'Orto del centauro, toponimo del Pizzo Deta di San Vincenzo Valle Roveto (AQ), il nome del genere sarebbe ispirato al mitologico centauro Chirone, che al contrario degli altri centauri aveva un'indole mite e saggia. A lui gli antichi attribuivano le più grandi virtù nella profezia e nella medicina e lo considerarono maestro di Esculapio, Ercole, Giasone, Castore e Polluce. Questa sua fama si ritrova anche in altri nomi di piante ritenute in gran conto, quali Centaurium erythraea e Opopanax chironium (forse la panacea degli antichi).

## Descrizione

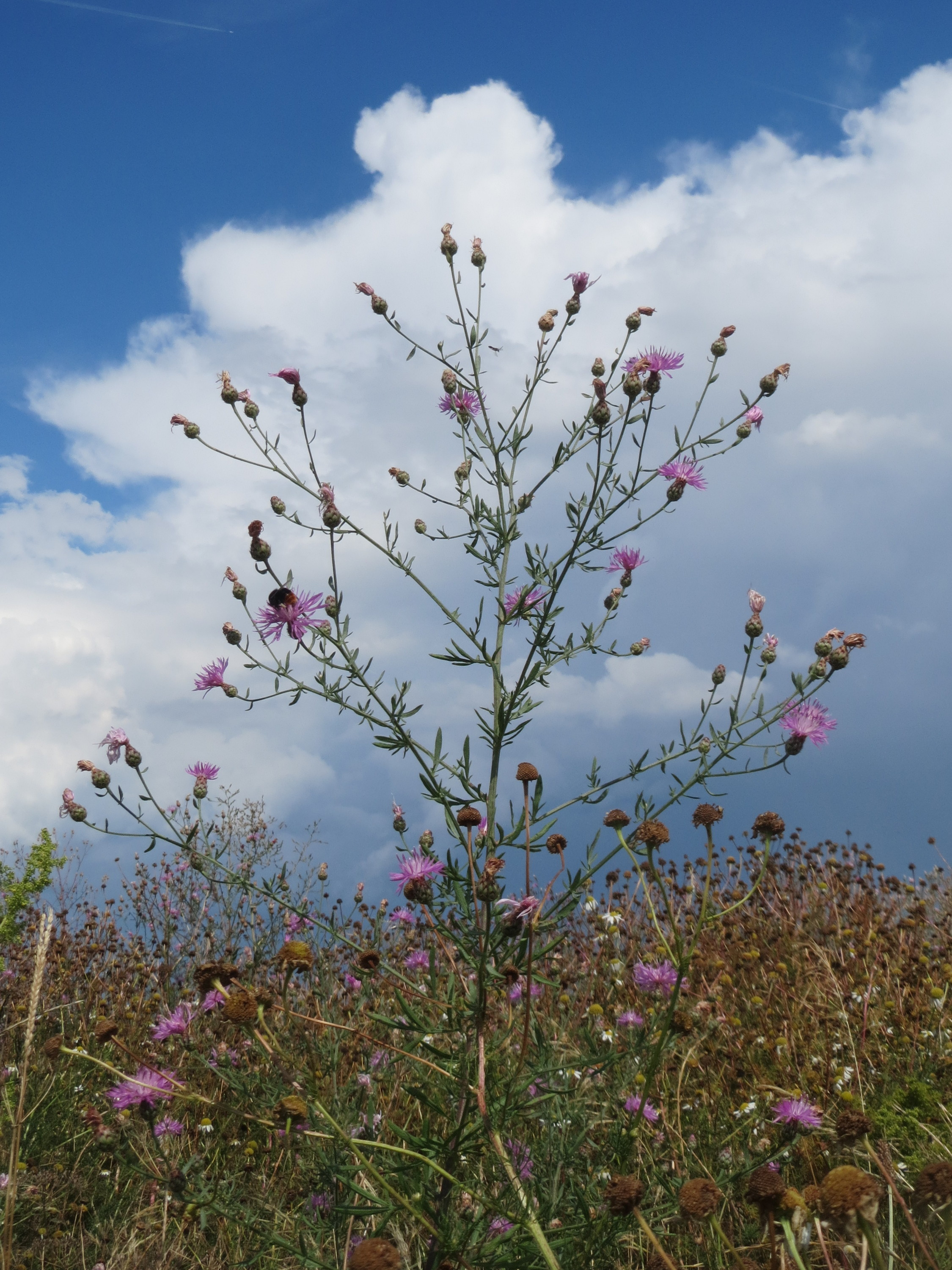
Il portamento
Centaurea stoebe

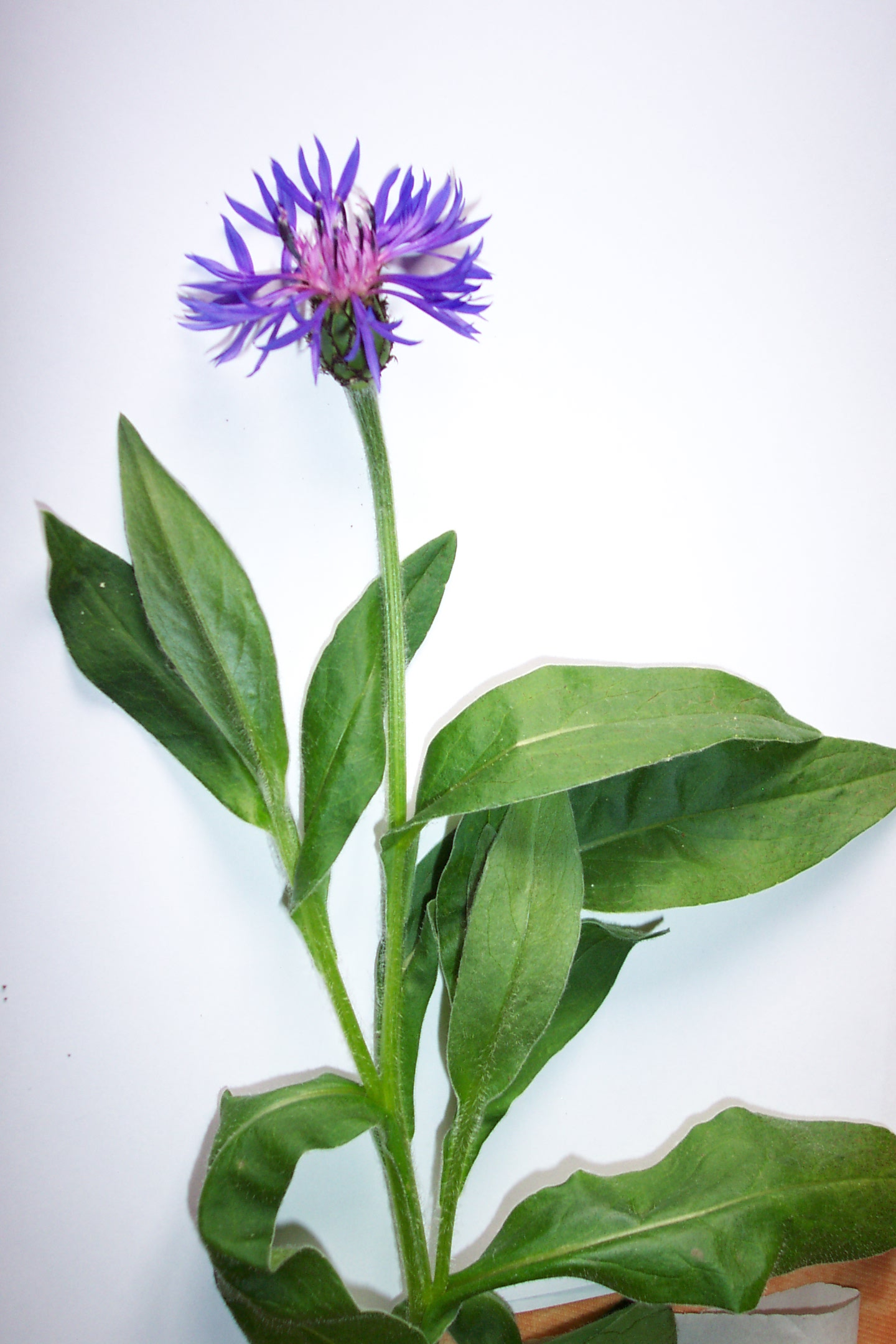
Le foglie
Centaurea montana

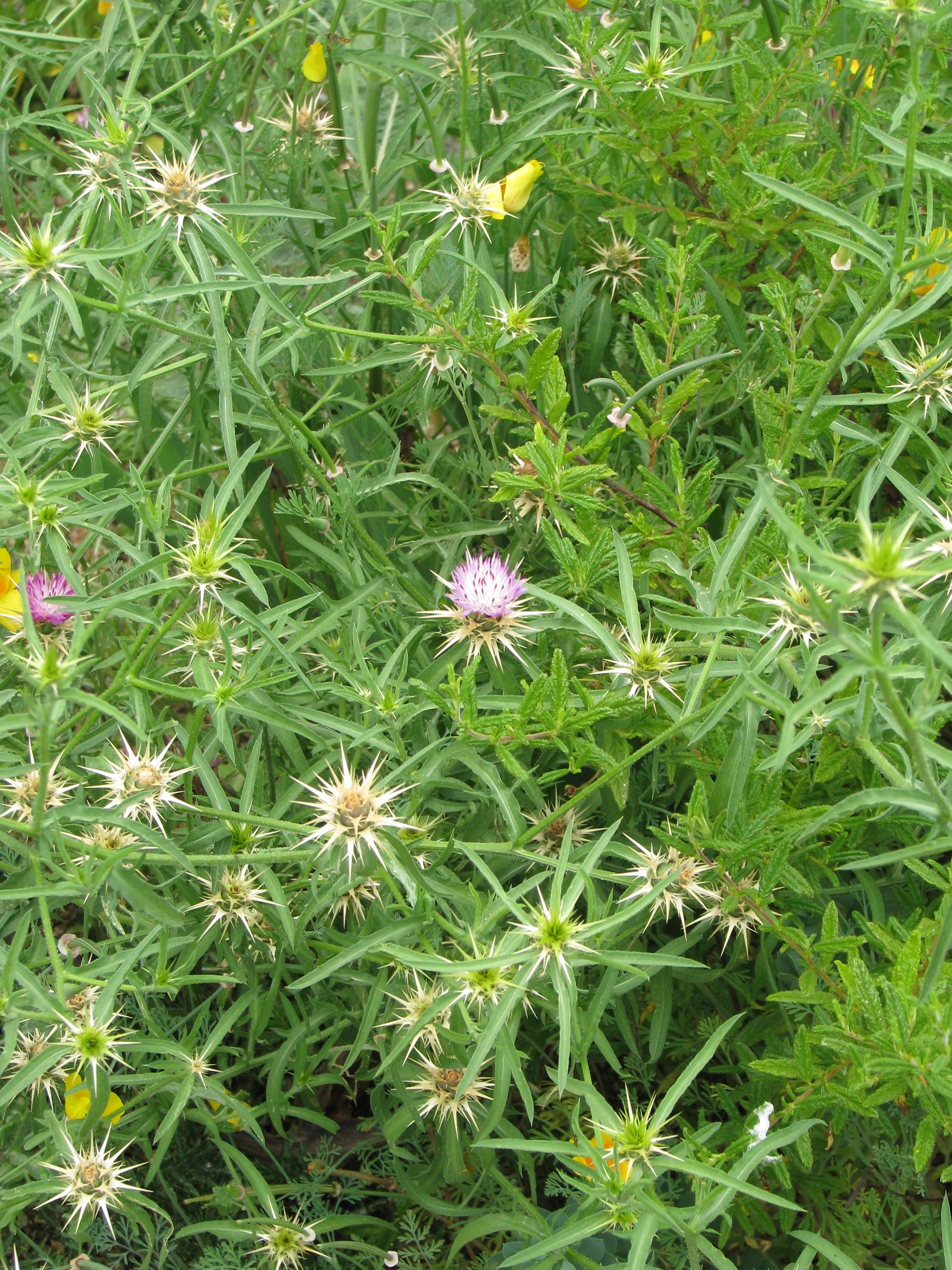
Infiorescenza
Centaurea calcitrapa

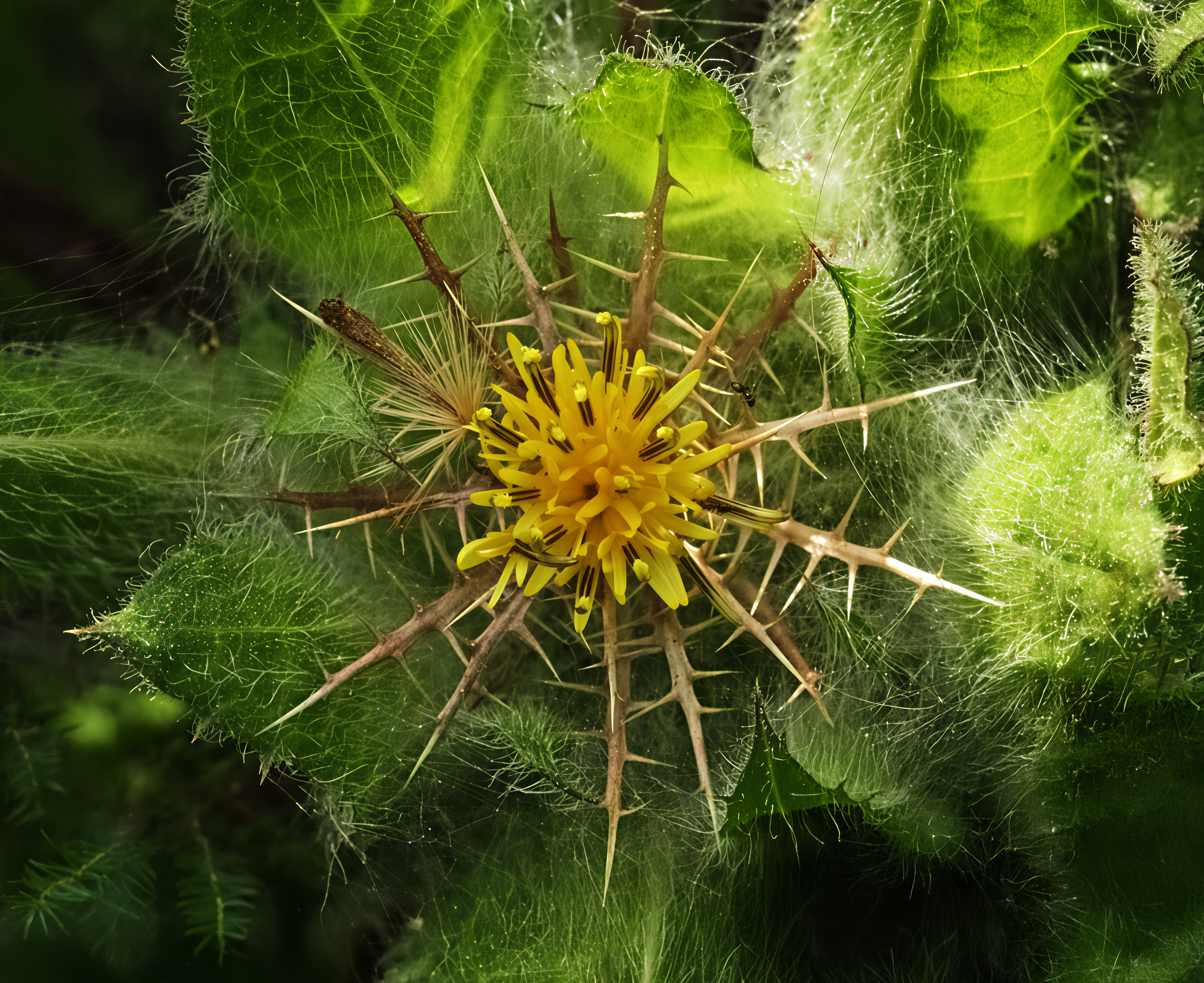
Brattee dell'involucro, infiorescenza e foglie.
Centaurea benedicta

Le specie di questo genere sono piante annuali, biennali o perenni con portamenti erbacei oppure arbustivi. Queste piante normalmente sono prive di spine e a volte si presentano irsute-scabrose o tomentose-aracnose con peli ghiandolari sessili (raramente sono glabre).
In genere sono presenti sia foglie basali che cauline. Le foglie lungo il caule normalmente sono a disposizione alternata. Quelle basali spesso possono formano delle rosette. La forma della lamina (semplice o segmentata) è più o meno lanceolato; i bordi possono essere continui o dentati. Le stipole sono assenti. Talvolta quelle basali sono decorrenti lungo gli steli.
Le infiorescenze sono composte da capolini terminali o ascellanti, scaposi-solitari, o raccolti in formazioni corimbose o di altro tipo. I capolini, più o meno disciformi o radiati e eterogami (raramente sono omogami), sono formati da un involucro a forma cilindrica, emisferica o ovoide subglobosa composto da brattee (o squame) all'interno delle quali un ricettacolo fa da base ai fiori di due tipi: tubulosi (centrali) e ligulati (periferici). Le brattee disposte in più serie in modo embricato e scalato sono di varie forme e tipi, soprattutto scariose (raramente a consistenza fogliacea) con appendici membranose, variamente dentate o fimbriate o lacerate; gli apici sono spinosi oppure no. Il ricettacolo, a forma piatta o più o meno conica, è ricoperto da pagliette oppure, più raramente, è nudo.
I fiori sia quelli tubulosi che ligulati sono tetra-ciclici (ossia sono presenti 4 verticilli: calice – corolla – androceo – gineceo) e pentameri (ogni verticillo ha 5 elementi). I fiori centrali in genere sono tubulosi (actinomorfi); quelli periferici sono di tipo ligulato (zigomorfi). In genere i fiori sono ermafroditi (bisessuali) e feritili. Quelli periferici sono sterili (neutri) e talvolta con staminoidi.
- Formula fiorale:

*/x K {\displaystyle \infty }, [C (5), A (5)], G 2 (infero), achenio
- Calice: i sepali del calice sono ridotti ad una coroncina di squame.
- Corolla: i fori tubolosi centrali si aprono in cinque profondi lobi; quelli ligulati della periferia (perlopiù sterili) sono più o meno bilabiati e molto lunghi (raramente sono ridotti). Il colore va dal rosa, al porpora e il violetto, ma esistono anche specie a fiore giallo.
- Androceo: gli stami sono 5 con filamenti liberi, glabri o papillosi e distinti, mentre le antere sono saldate in un manicotto (o tubo) circondante lo stilo. Le antere in genere hanno una forma sagittata con base caudata. Il polline normalmente è tricolporato a forma sferica o schiacciata ai poli.
- Gineceo: lo stilo è filiforme con due stigmi divergenti e glabri; un ciuffo di peli è presente all'apice dello stilo. L'ovario è infero uniloculare formato da 2 carpelli. L'ovulo è unico e anatropo.

I frutti sono degli acheni con pappo. La forma dell'achenio in genere è oblunga e compressa (raramente è obconica); è colorato di marrone-nero. Il pericarpo può essere di tipo parenchimatico, altrimenti è indurito (lignificato) radialmente; la superficie è liscia o a coste. Il carpoforo (o carpopodium - il ricettacolo alla base del gineceo) è anulare. I pappi, formati da due serie di setole (quelle esterne sono pennate o piumose; quelle interne sono più piccole e lacerate), sono direttamente inseriti nel pericarpo o connati in un anello parenchimatico posto sulla parte apicale dell'achenio. Raramente il pappo può essere nullo. L'ilo è laterale.

## Biologia
- Impollinazione: l'impollinazione avviene tramite insetti (impollinazione entomogama tramite farfalle diurne e notturne).
- Riproduzione: la fecondazione avviene fondamentalmente tramite l'impollinazione dei fiori (vedi sopra).
- Dispersione: i semi (gli acheni) cadendo a terra sono successivamente dispersi soprattutto da insetti tipo formiche (disseminazione mirmecoria). In questo tipo di piante avviene anche un altro tipo di dispersione: zoocoria. Infatti gli uncini delle brattee dell'involucro si agganciano ai peli degli animali di passaggio disperdendo così anche su lunghe distanze i semi della pianta.

Queste piante presentano una particolare sensibilità al tatto nei filamenti delle antere. Questi si irritano allorquando avviene uno stimolo tattile qualsiasi, come lo strofinio di un pronubo; contemporaneamente dalle antere esce del polline e lo stillo si raddrizza per riceverlo prontamente. Avviene così un'auto-impollinazione.

## Distribuzione e habitat
La distribuzione delle specie di questo genere è soprattutto Mediterranea, ma anche Asiatica e in particolare Irano-Turanica.

## Tassonomia
La famiglia di appartenenza di questa voce (Asteraceae o Compositae, nomen conservandum) probabilmente originaria del Sud America, è la più numerosa del mondo vegetale, comprende oltre 23.000 specie distribuite su 1.535 generi, oppure 22.750 specie e 1.530 generi secondo altre fonti (una delle checklist più aggiornata elenca fino a 1.679 generi). La famiglia attualmente (2021) è divisa in 16 sottofamiglie.
La tribù Cardueae (della sottofamiglia Carduoideae) a sua volta è suddivisa in 12 sottotribù (la sottotribù Centaureinae è una di queste).

### Filogenesi
La classificazione della sottotribù rimane ancora problematica e piena di incertezze. Il genere di questa voce è inserito nel gruppo tassonomico informale Centaurea Group formato dal solo genere Centaurea. La posizione filogenetica di questo gruppo nell'ambito della sottotribù è definita come il "core" della sottotribù; ossia è stato l'ultimo gruppo a divergere intorno ai 10 milioni di anni fa.
Il genere Centaurea è di difficile trattazione essendo altamente polimorfo. Forse è un complesso polifiletico ancora poco conosciuto. Frequenti sono i fenomeni di ibridazione; sono presenti fusti pesanti e con pappo nullo o inefficiente, e quindi poco adatto alla disseminazione a distanza: si generano così una moltitudine di taxa locali segregati, che non sono separati da barriere sessuali, ma da ristrette separazioni geografiche.
Di seguito sono elencate alcune suddivisioni del genere (l'elenco non è esaustivo) in maggioranza derivate dalle analisi di sequenze del DNA: 
- subgen. Centaurea (ex Jacea group) con circa 120 specie;
- subgen. Acrocentron con circa 100 specie;
- subgen. Cyanus con circa 30 specie (questo gruppo è anche definito come sezione).

In particolare Centaurea e Cyanus risultano essere in relazione di “gruppo fratello”, mentre la connessione di questi due sottogeneri con Acrocentron non è ancora ben chiara.
I sottogeneri sono a loro volta divisi in sezioni. Qui di seguito sono elencate alcune:
- sect. Stephanochilus, con acheni a forma obconica.
- sect. Cnicus, con acheni a coste e pappo a setole rigide.

Altre sezioni appartengono al gruppo Centaurea-Jacea:
- sect. Jacea (Mill.) DC.
- sect. Fimbriatae (Hayek) Dostál
- sect. Nigrescentes (Hayek) Dostál
- sect. Phrygia Pers.

La sect. Cyanus (Mill.) DC., 1838 è suddivisa (in base al ciclo biologico delle piante) in due sottosezioni:
- Centaurea L. sect. Cyanus (Mill.) DC. subsect. Cyanus (specie annue).
- Centaurea L. sect. Cyanus (Mill.) DC. subsect. Perennes Boiss. (specie perenni).

I numeri cromosomici delle specie di questo gruppo è: 2n = 14 - 24.

### Sinonimi
Sono elencati alcuni sinonimi per questa entità:
- Acosta DC.
- × Acostitrapa  Rauschert
- Acrocentron  Cass.
- Acrolophus  Cass.
- Alophium  Cass.
- Ammocyanus  (Boiss.) Dostál
- Antaurea  Neck.
- Behen  Hill
- Benedicta  Bernh.
- Calcitrapa  Heist. ex Fabr.
- Calcitrapoides  Fabr.
- Carbeni  Adans.
- Carbenia  Adans.
- Cardosanctus  Bubani
- Centaurium  Haller
- Cestrinus  Cass.
- Chartolepis  Cass.
- Cheirolepis  Boiss.
- Chrysopappus  Takht.
- Cistrum  Hill
- Cnicus  L.
- × Colycea  Fern.Casas & Susanna
- × Colymbacosta  Rauschert
- Colymbada  Hill
- Crepula  Hill
- Cyanus  Mill.
- Cynaroides  (Boiss. ex Walp.) Dostál
- Eremopappus  Takht.
- Erinacella  (Rech.f.) Dostál
- Eriopha  Hill
- Grossheimia  Sosn. & Takht.
- Heraclea  Hill
- Hierapicra  Kuntze
- Hippophaestum  Gray
- Hookia  Neck.
- Hyalea  Jaub. & Spach
- Hymenocentron  Cass.
- Jacea  Mill.
- × Jaceacosta  Rauschert
- × Jaceitrapa  Rauschert
- Lepteranthus Neck. ex Fourr.
- Leucacantha  Nieuwl. & Lunell
- Leucantha  Gray
- Lopholoma  Cass.
- Melanoloma  Cass.
- Menomphalus  Pomel
- Mesocentron  Cass.
- Microlophus  Cass.
- Paraphysis  (DC.) Dostál
- Pectinastrum  Cass.
- Petrodavisia  Holub
- Phaeopappus  (DC.) Boiss.
- Phalolepis  Cass.
- Philostizus  Cass.
- Phrygia  (Pers.) Gray
- Piptoceras  Cass.
- Platylophus  Cass.
- Plumosipappus  Czerep.
- Podia  Neck.
- Polyacantha  Gray
- Psora  Hill
- Pterolophus  Cass.
- Pycnocomus  Hill
- Rhacoma  Adans.
- Rhaponticum  Ludwig
- Sagmen  Hill.
- Seridia  Juss.
- Setachna  Dulac
- Solstitiaria  Hill
- Sphaerocephala  Hill
- Spilacron  Cass.
- Staebe  Hill
- Stenolophus  Cass.
- Stephanochilus  Coss. ex Maire
- Tetramorphaea  DC.
- Tomanthea  DC.
- Triplocentron  Cass.
- Veltis  Adans.
- Verutina  Cass.
- Wagenitzia  Dostál

### Immagini di alcune specie

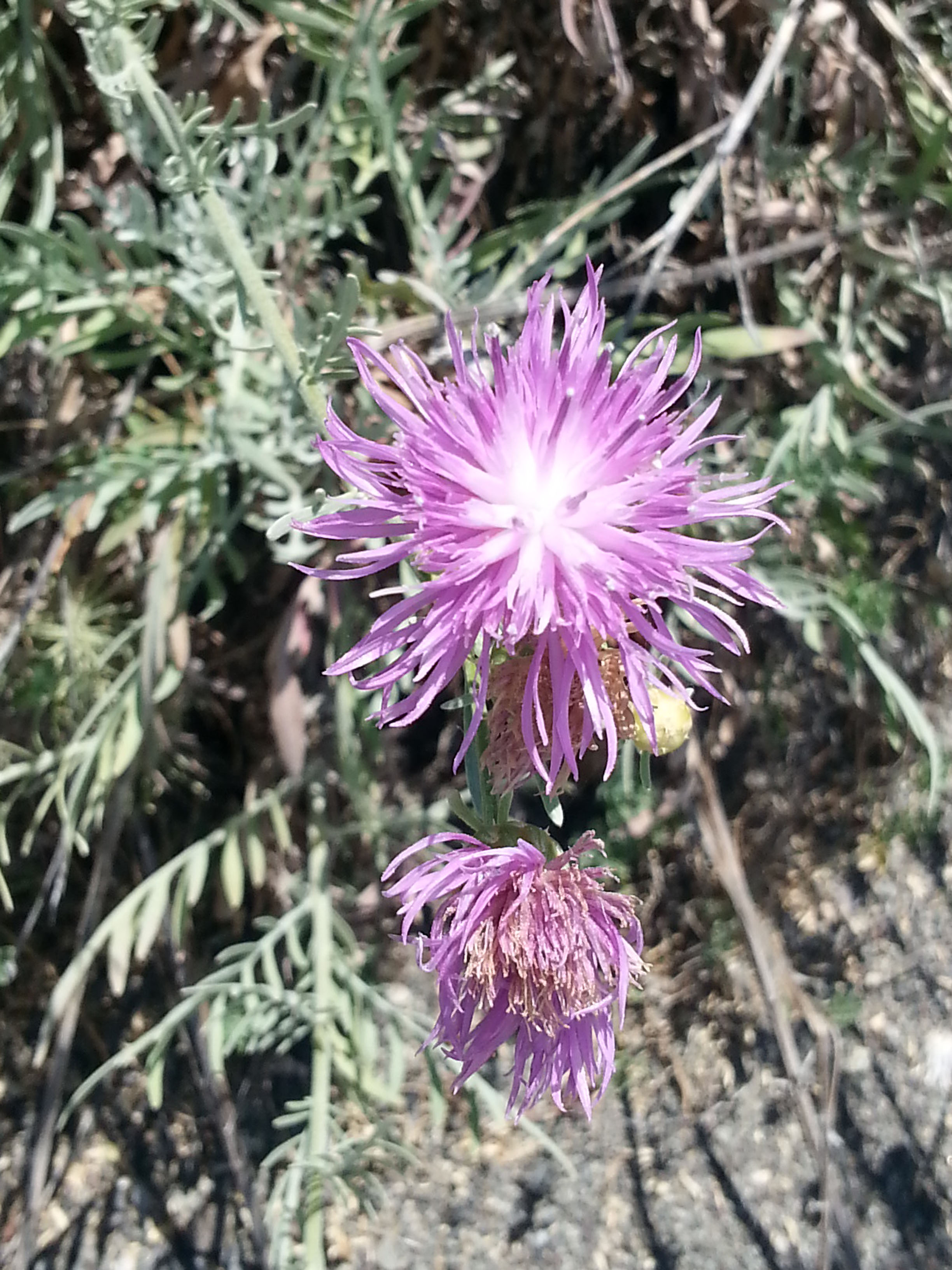
Centaurea aeolica
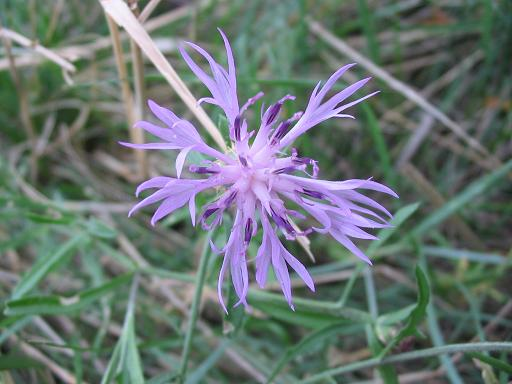
Centaurea aspera
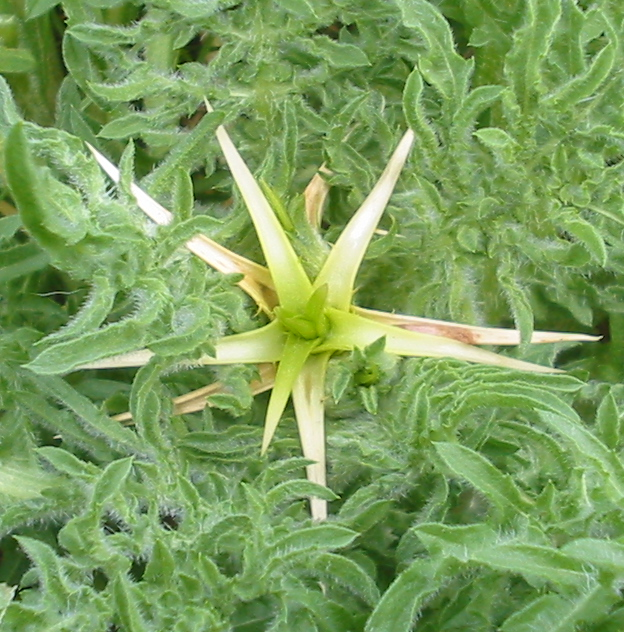
Centaurea calcitrapa
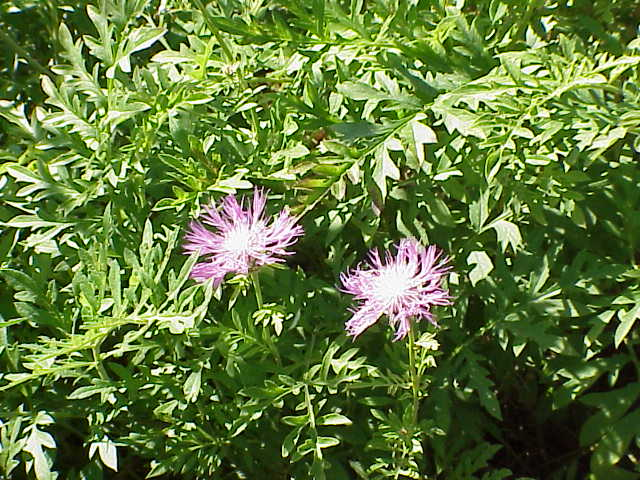
Centaurea dealbata
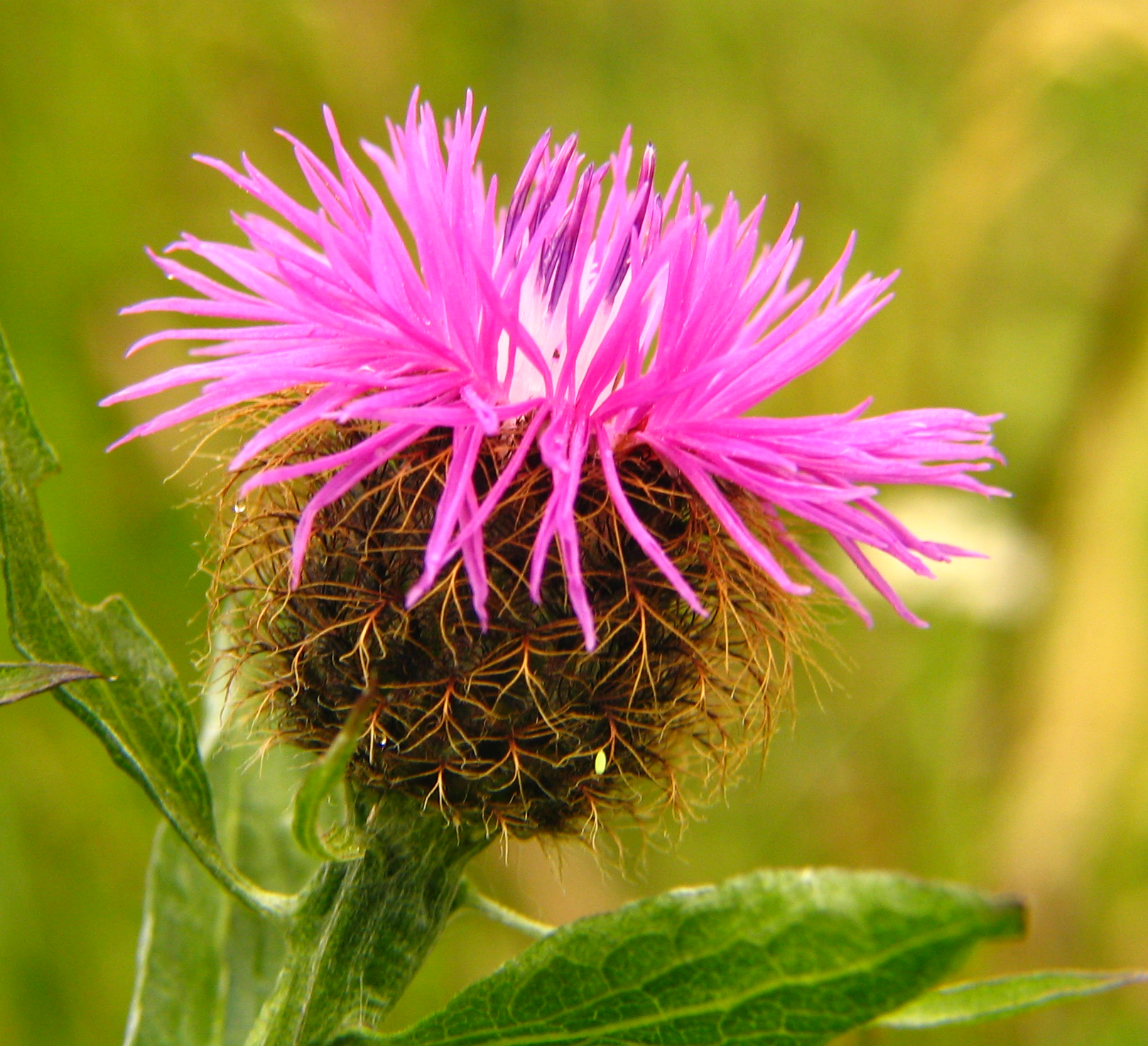
Centaurea phrygia
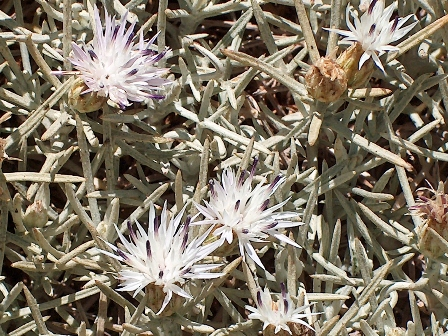
Centaurea horrida
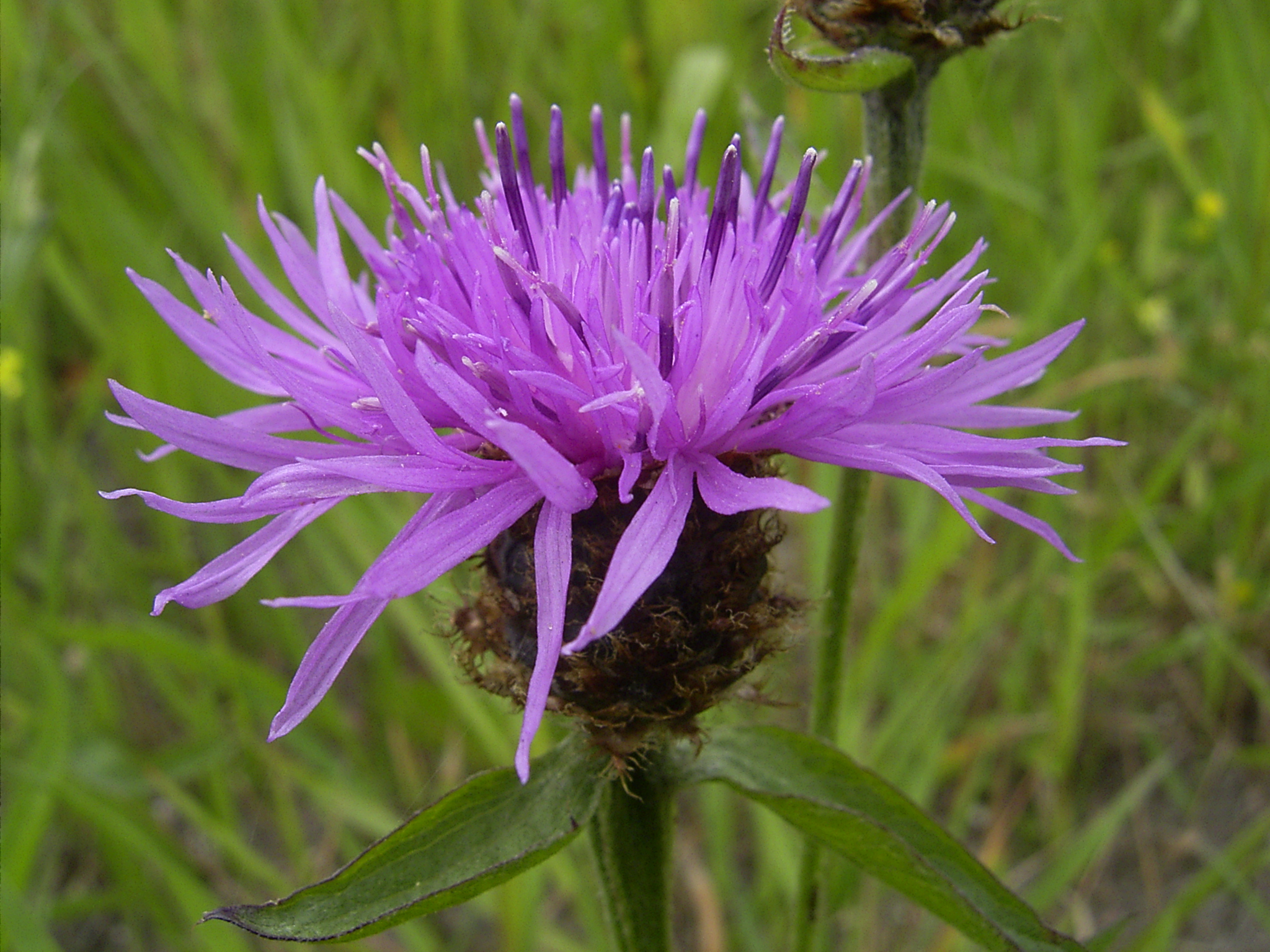
Centaurea jacea
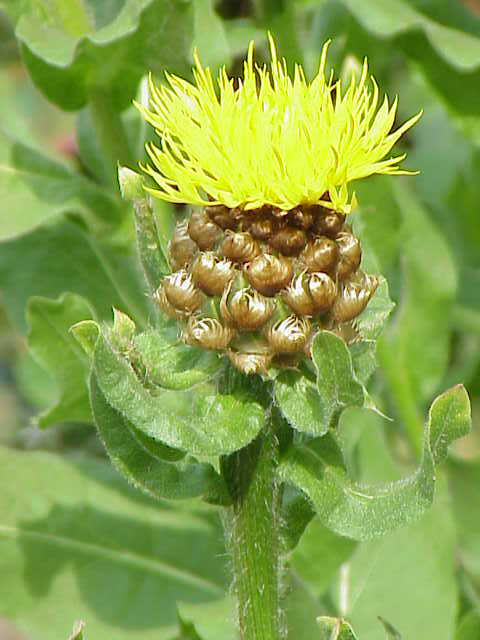
Centaurea macrocephala
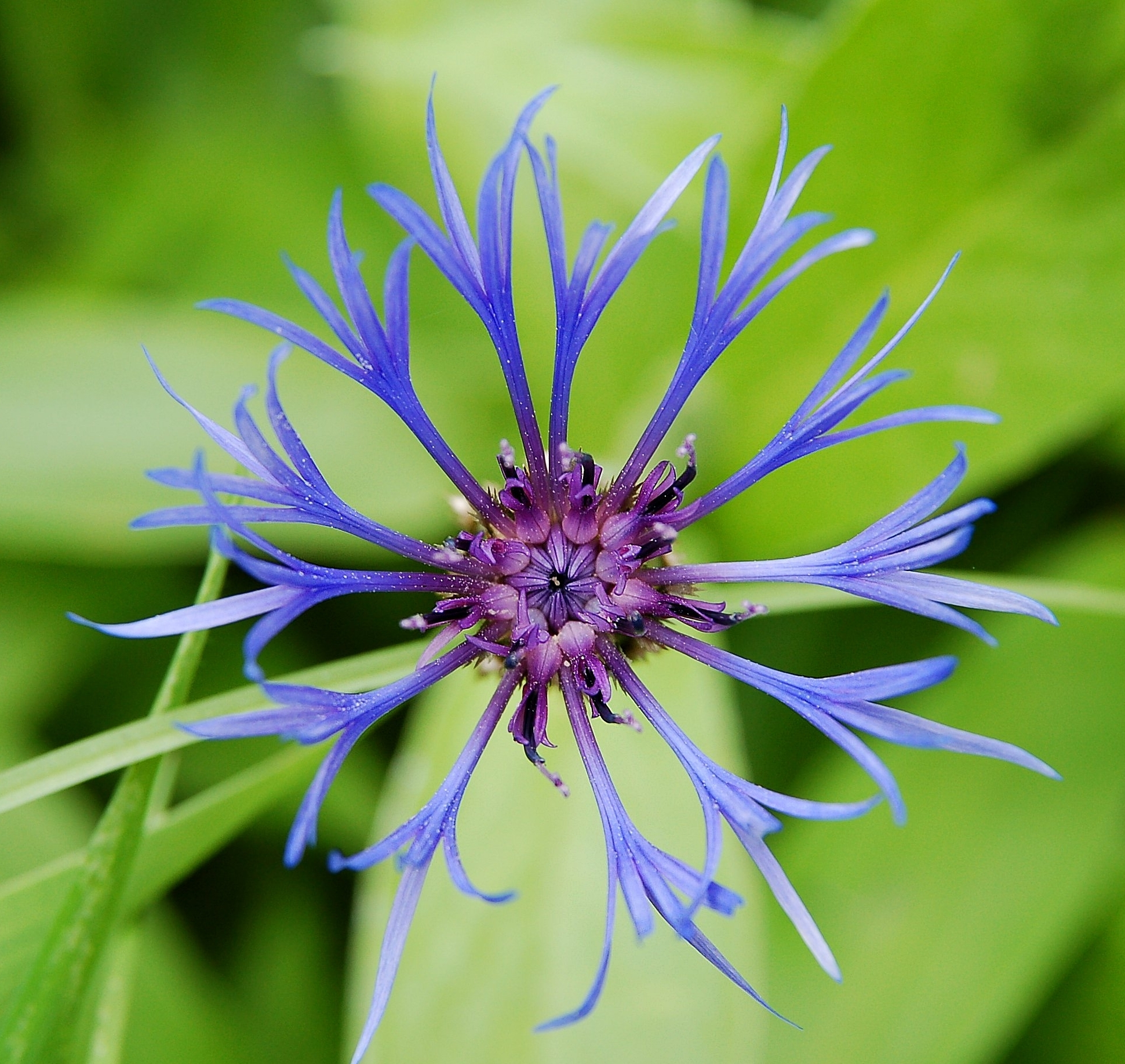
Centaurea montana
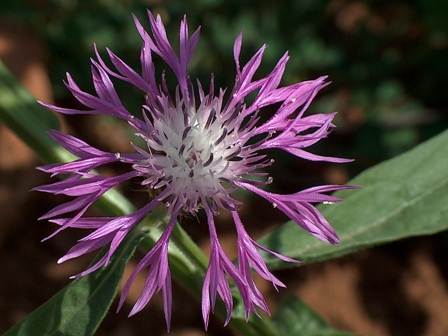
Centaurea napifolia
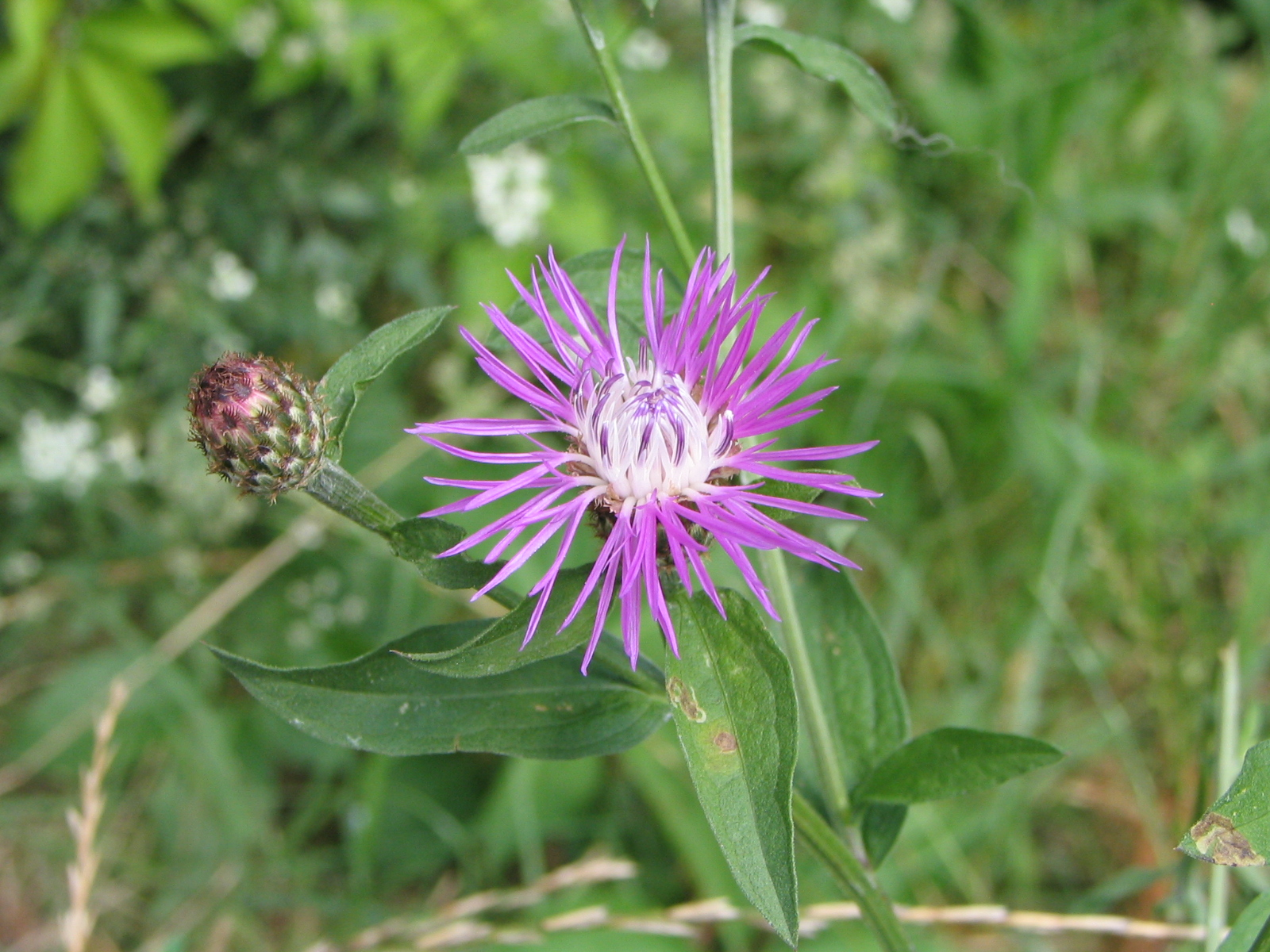
Centaurea nigrescens
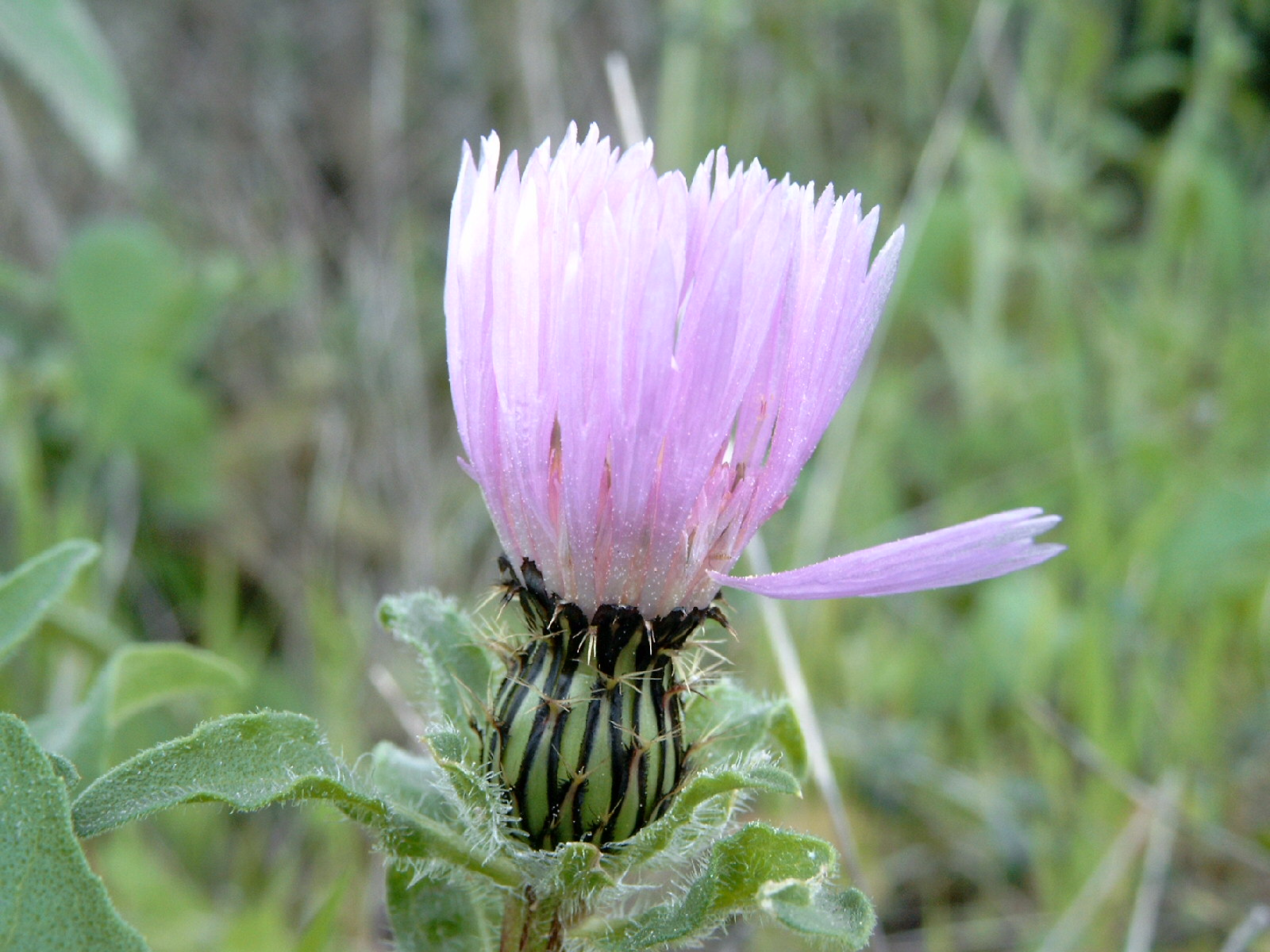
Centaurea pullata
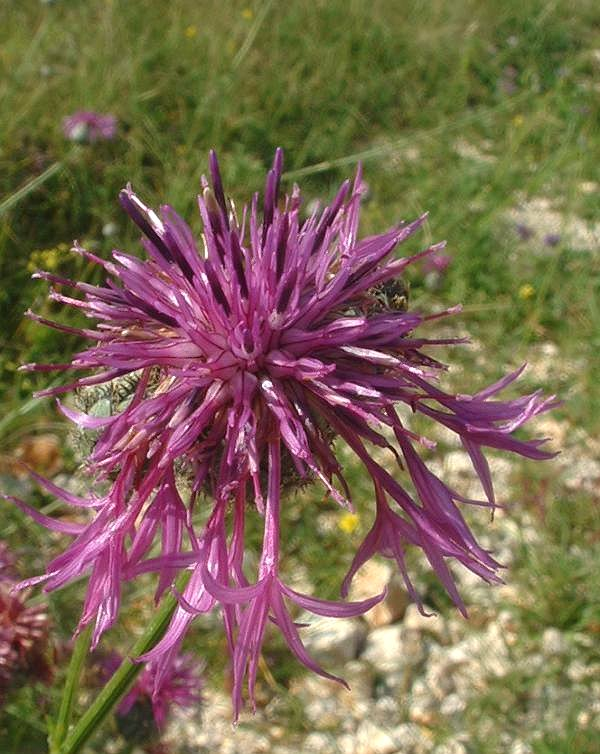
Centaurea scabiosa
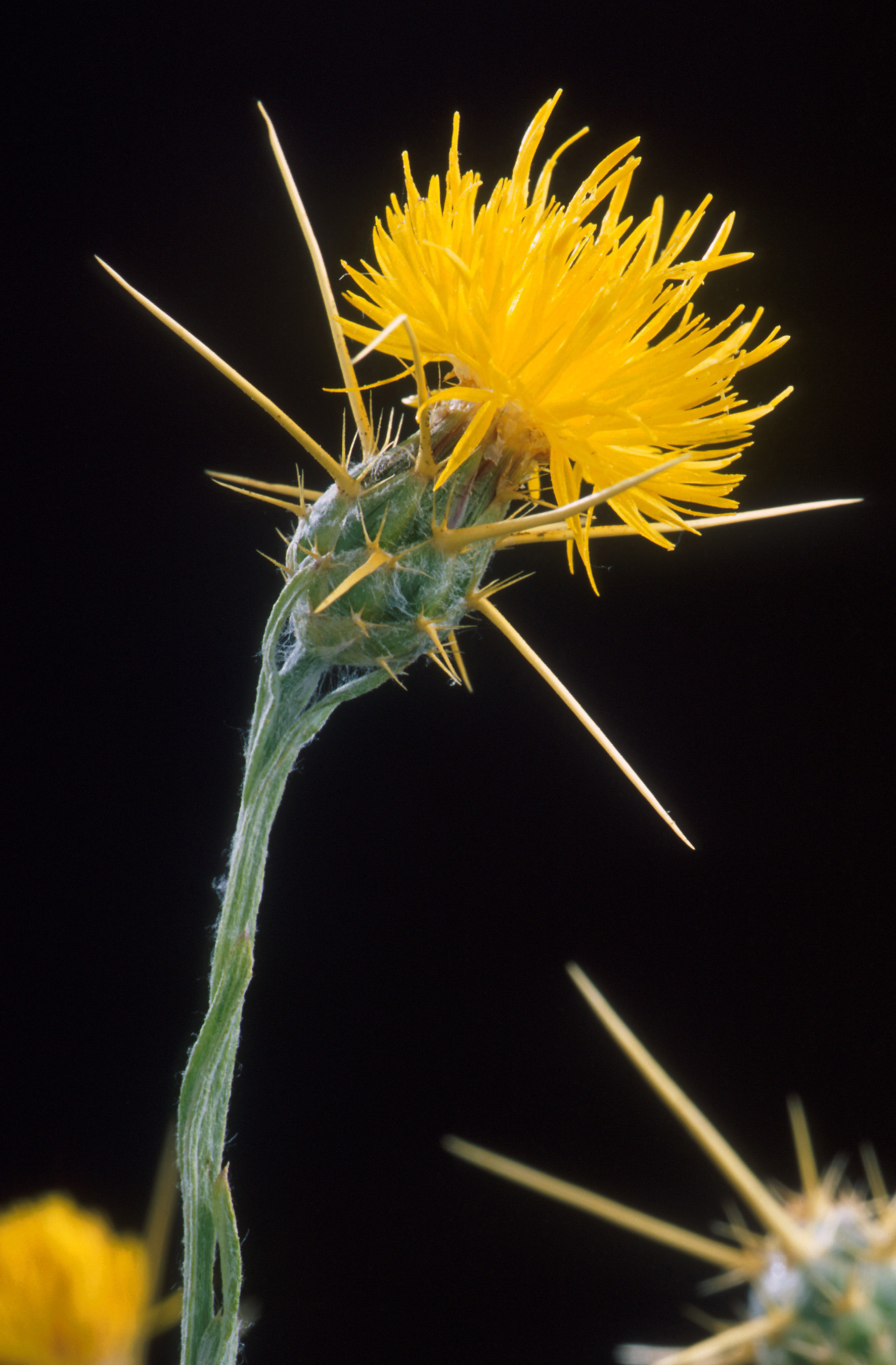
Centaurea solstitialis
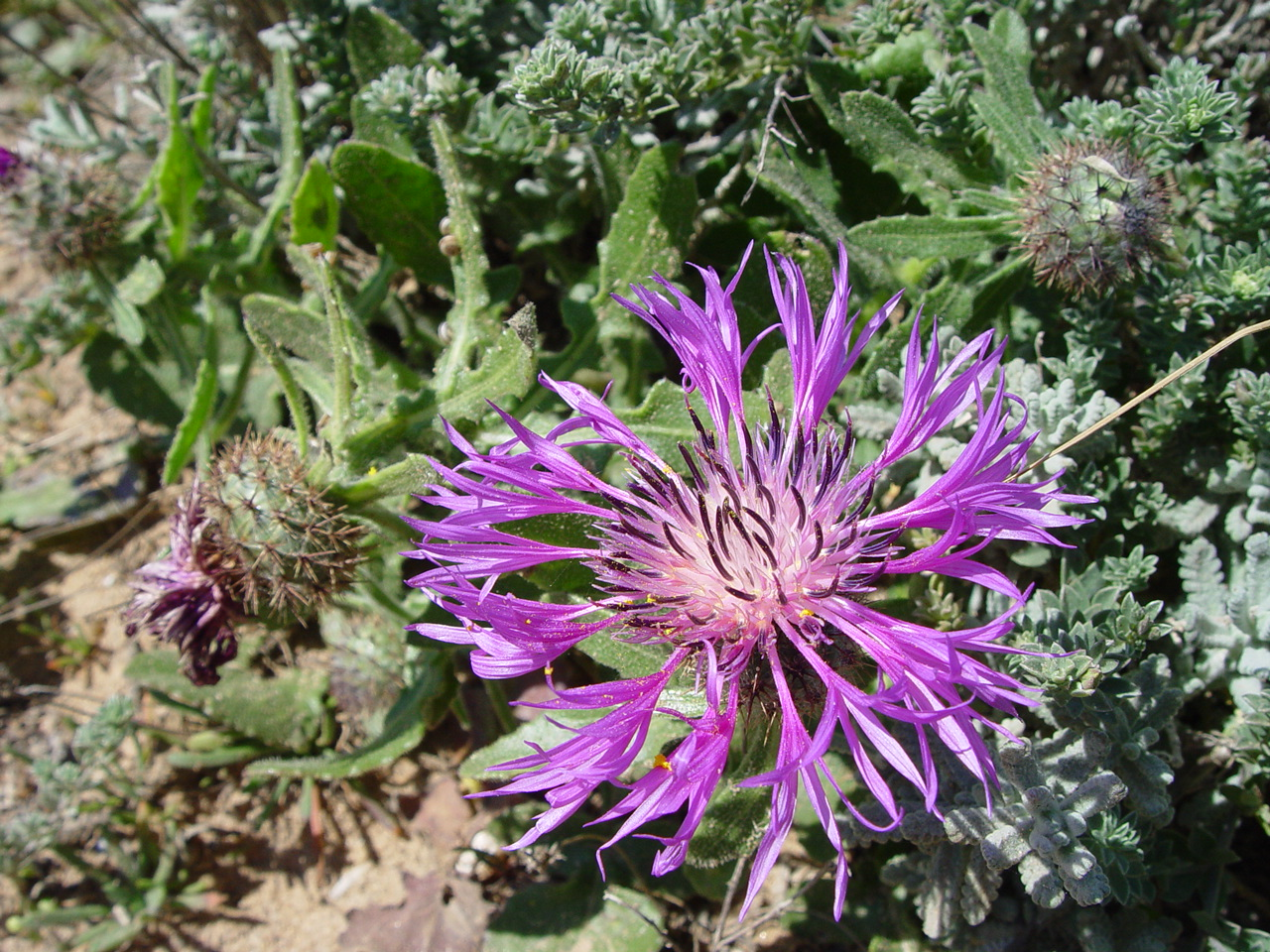
Centaurea sphaerocephala
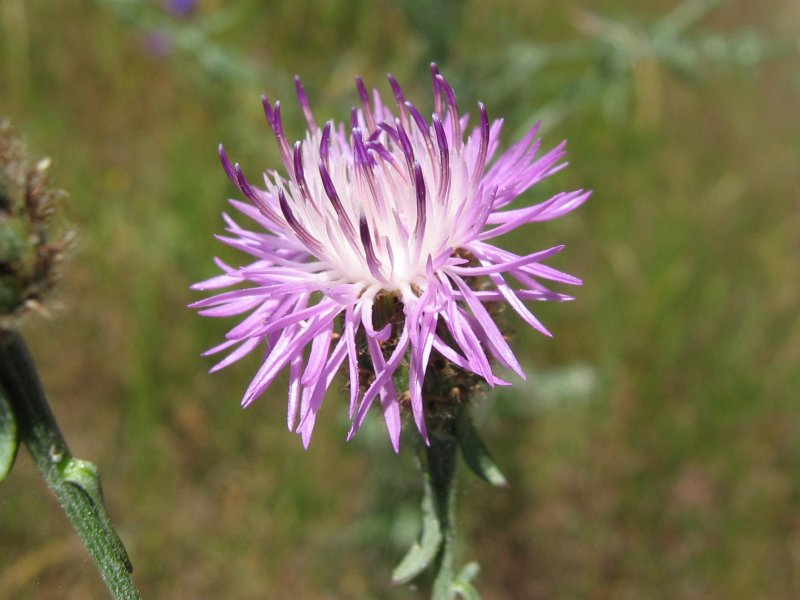
Centaurea stoebe
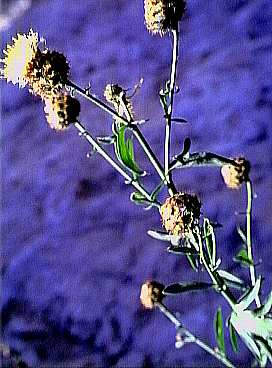
Centaurea tauromenitana
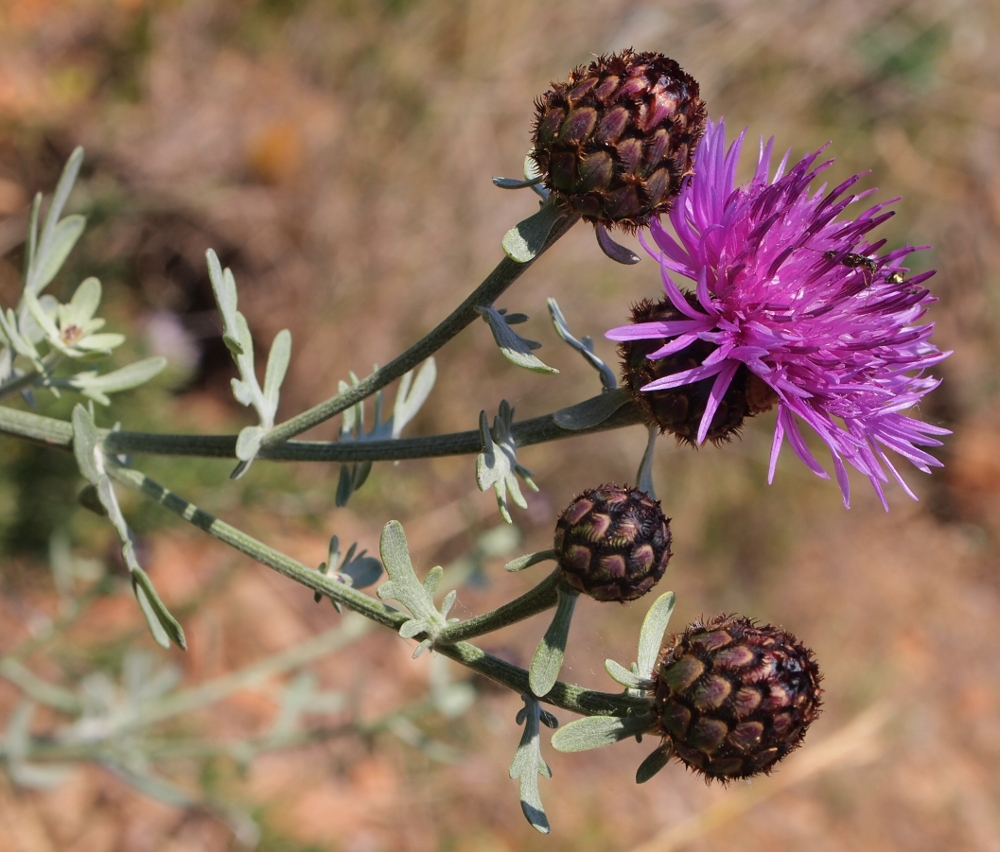
Centaurea ucriae

## Le centauree infestanti

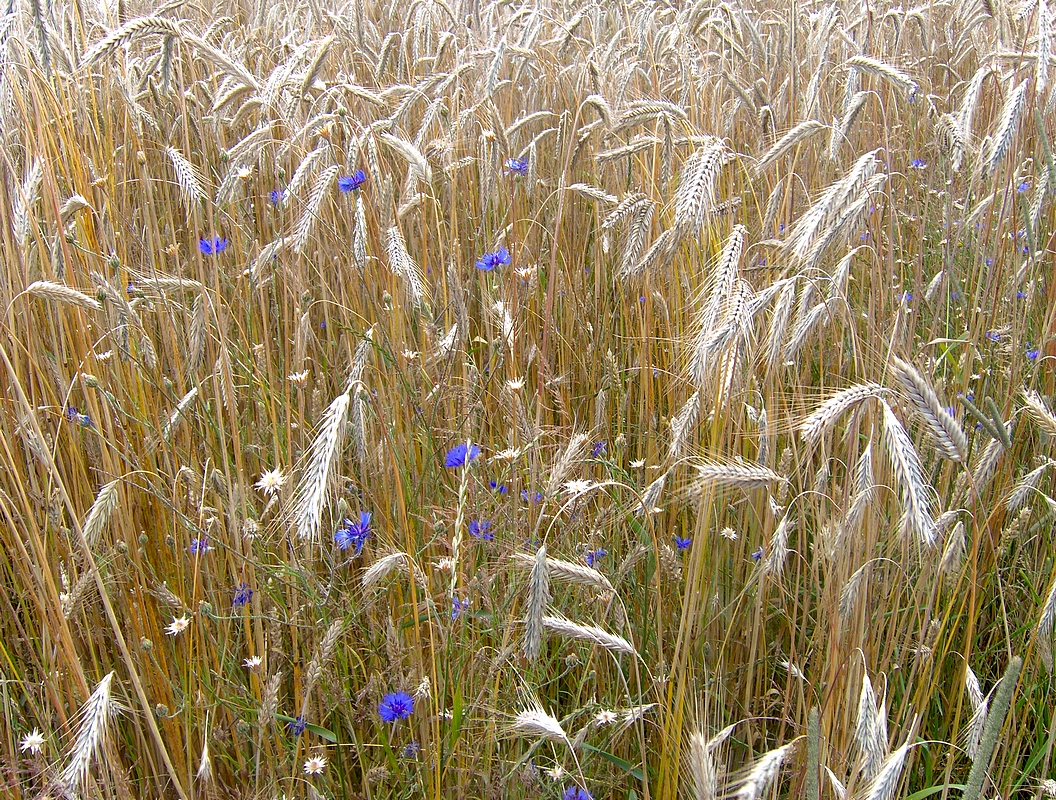
Alcune centauree infestano i seminativi di cereali con
grave danno nella produttività del frumento

Da alcuni anni in Sicilia si sta assistendo ad un incremento della diffusione di Centaurea napifolia e altre congeneri che, da ruderali, divengono infestanti delle colture di cereali vernini. L'invasione dei seminativi di tutta l'Isola comporta ingenti danni sulla redditività del frumento.
Come molte altre specie di piante infestanti, la Centaurea maculosa si diffonde con successo nelle aree degradate degli Stati Uniti. Una volta stabilitasi, continua a diffondere anche negli habitat circostanti. Questa specie si impone su quelle originarie attraverso almeno tre strategie: 1) un sistema radicale che assorbe acqua più rapidamente rispetto alle piante vicine 2) diffusione rapida attraverso la alta produzione di semi, e 3) basso apprezzamento da parte degli erbivori, cosicché è meno probabile che siano scelte come cibo.